# Saeed al-Owairan
Saeed al-Owairan (en arabe : سعيد العويران) , né le 19 août 1967, est un footballeur .

## Biographie
Lors d'un match du premier tour de la coupe du monde 1994 aux États-Unis, il inscrit à la 5e minute un but d'anthologie contre la Belgique après avoir remonté quasiment tout le terrain en passant en revue la défense adverse. Ce but donne la victoire (1-0) et la qualification pour le second tour aux Saoudiens.
Saeed Al-Owairan sera élu meilleur joueur asiatique de l'année 1994 et gagnera le surnom de « Maradona saoudien ». Mais par la suite, il connaîtra bien des déboires, notamment avec les autorités de son pays et sa carrière ne sera pas tout à fait ce qu'elle aurait pu être au vu de son immense potentiel. 
Il totalisera néanmoins 24 buts en 50 sélections avec l'équipe d'Arabie saoudite (1991-1998).

## Palmarès
- Championnat d'Arabie saoudite de football
  - Champion : 1991, 1992, 1993
  - Vice-champion : 1989, 1998
- Coupe d'Arabie saoudite de football
  - Vainqueur : 1989
- Ligue des champions de l'AFC
  - Finaliste : 1992
- Coupe d'Asie des vainqueurs de coupe
  - Vainqueur : 2001
- Supercoupe d'Asie
  - Finaliste : 2001
- Ligue des Champions arabes
  - Vainqueur : 1992, 1999
  - Finaliste : 1998
- Coupe arabe des vainqueurs de coupe
  - Finaliste : 1994, 1997
- Supercoupe arabe
  - Vainqueur : 1996, 2001
- Coupe du golfe des clubs champions
  - Vainqueur : 1993, 1994
- Coupe Crown Prince d'Arabie saoudite
  - Vainqueur : 1993, 1999
  - Finaliste : 1992, 1994, 2000
- Coupe des confédérations
  - Finaliste en 1992